# Vespericola marinensis
Vespericola marinensis är en snäckart som beskrevs av Roth och W. B. Miller 1993. Vespericola marinensis ingår i släktet Vespericola och familjen Polygyridae. Inga underarter finns listade i Catalogue of Life.